# Vondrasek József
Vondrasek József, Vondrácsek József János (Técső, 1869. április 12. – Budapest, Ferencváros, 1935. október 30.) gyógyszerész, vegyész szakíró, gyógyszerészet-történész, hírlapíró.

## Életútja
Vondrasek (Vondrácsek) Nándor és Kurucz Mária fia. Gyógyszerészi oklevelét 1894-ben nyerte el a Budapesti Tudományegyetemen, 1908-ban ugyanott doktorált. Szakírói pályáját a Gyógyszerészi Értesítő szerkesztőségében kezdte meg, még oklevelének megszerzése előtt, 1894-ben, mint belső munkatárs lépett a lap kötelékébe. A laptól megválva megalapította a Gyógyszerészsegédek Lapját, amely elődje volt az Okleveles Gyógyszerészek Országos Egyesülete hivatalos közleményének, a Gyógyszerészek Lapjának. Később a Gyógyszerészi Értesítő szerkesztését vette át és folytatta több mintegy évtizedig. 1922-ben gyógyszertári jogosítványt nyert Aszódon. Gyógyszertárától azonban hamarosan megvált és a belügyminisztériumban nyert alkalmazást mint retaxátor. Majd ettől a pozíciótól is megválva, visszatért a szakirodalomhoz, s a Magyar Gyógyszerész szerkesztését vette át és folytatta haláláig. Élete végén sokat betegeskedett és heteket töltött a mátrafüredi szanatóriumban. Budapestre visszatérve hirtelen agyvérzés vetett véget munkás életének.
Vondrasek egyike volt legkiválóbb és legtermékenyebb szakíróinknak. Nagy elméleti tudása és gyakorlati érzéke felhasználásával rengeteg szakcikket és több önálló munkát irt, amelyek közül legismertebb a röviden „Vondrasek Manuálé” néven ismert munkája, a „Gyógyszerészi gyakorlat és a gyógyszerüzemi technika kézikönyve” című háromkötetes nagy munkája, amelyet Weichherz József, Schrőder Gyula és Csibi Lajos közreműködésével irt meg, de amelyből az oroszlánrész ő rá esett. Ez a nagy terjedelmű értékes munka nemzetközi viszonylatban is megállja helyét. Gyakorlati hasznú volt taxatáblázata is, amelyet a gyógyszerárszabás változása esetén állított mindig össze. Temetése 1935. november 2-án ment végbe a rákoskeresztúri temető halottasházából, számos kartárs részvétele mellett. A Magyarországi Gyógyszerész Egyesület, a Budapesti Gyógyszerész Testület és az Okleveles Gyógyszerészek Országos Egyesülete hivatalosan képviseltette magát és koszorút helyezett ravatalára. Búcsúztatót a szaksajtó nevében Bársony Elemér szerkesztő, baráti köre részéről pedig Marich József székesfővárosi főszámtanácsos mondott hamvai felett.
Felesége Raimann Katalin volt, akivel 1904. február 7-én kötött házasságot Budapesten, a Józsefvárosban.

## Fontosabb művei
- A budapesti gyógyszerészsegédek betegápoló egyletének története 1841–1896 (Budapest, 1896)
- A gyógyszerészi gyakorlat kézikönyve (Ströcker Lajossal; Budapest, 1909)
- A gyógyszerészeti gyakorlat és a gyógyszerüzemi technika kézikönyve (I–III., Waichlezz Józseffel, Stróder Gyulával és Csiba Lajossal; Budapest, 1925)
- Szóvédjegyzet, egységes gyógyszerek és azokkal azonos vegyületek jegyzéke (Budapest, 1928)